# Щавориж
Щавориж (пол. Szczaworyż) — село в Польщі, у гміні Бусько-Здруй Буського повіту Свентокшиського воєводства.
Населення — 230 осіб (2011).
У 1975-1998 роках село належало до Келецького воєводства.

## Демографія
Демографічна структура на день 31 березня 2011 року:
|          | Загалом | Допрацездатний вік | Працездатний вік | Постпрацездатний вік |
| -------- | ------- | ------------------ | ---------------- | -------------------- |
| Чоловіки | 115     | 20                 | 87               | 8                    |
| Жінки    | 115     | 25                 | 63               | 27                   |
| Разом    | 230     | 45                 | 150              | 35                   |